# Ri Han-Jae
Ri Han-Jae (Kurashiki, Prefectura d'Okayama, Japó, 27 de juny de 1982) és un futbolista nord-coreà que disputà set partits amb la selecció de Corea del Nord.